# Immenstedt (powiat Nordfriesland)
Immenstedt (duń. Immingsted) – gmina w Niemczech w kraju związkowym Szlezwik-Holsztyn, w powiecie Nordfriesland, wchodzi w skład urzędu Viöl.